# Nowe Brzeźno (województwo pomorskie)
Nowe Brzeźno (dodatkowa nazwa w j. kaszub. Nowé Brzézno) – kolonia w Polsce położona w województwie pomorskim, w powiecie bytowskim, w gminie Lipnica.
Kolonia kaszubska w sołectwie Brzeźno Szlacheckie na obszarze Kaszub zwanym Gochami.
W latach 1975–1998 miejscowość administracyjnie należała do województwa słupskiego.